# Danzigäpple

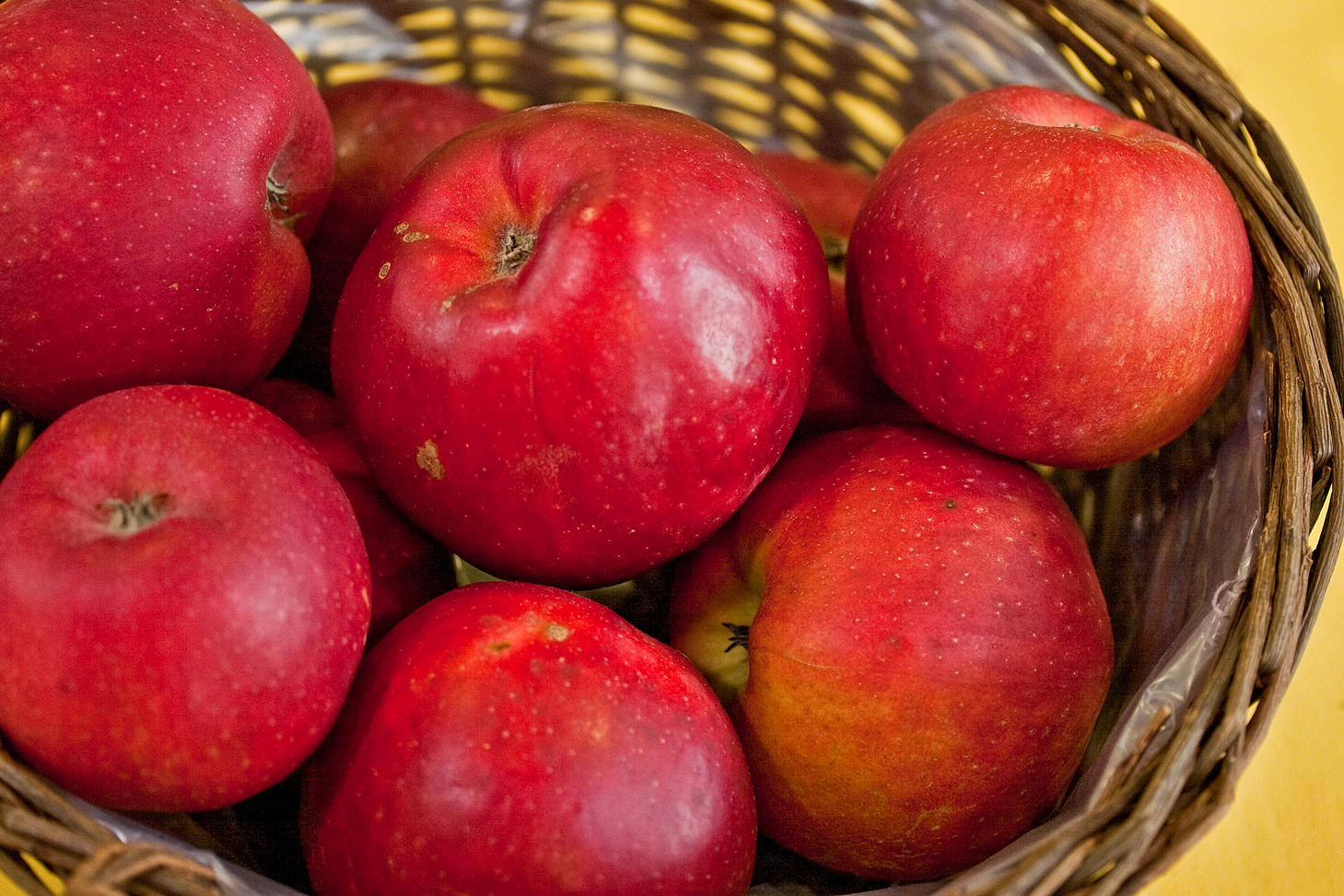
Danzigäpplen

Danzigäpple, eller Danzigsäpple eller Danziger kantäpple, är en rödfärgad äppelsort vars ursprung är okänt, men troligen har äpplet uppkommit i närheten av den tyska staden Danzig. Äpplet är först beskrivet år 1760. Skalet på detta äpple har en rödlila täckfärg vilket är ganska ovanligt, och köttet är saftigt, syrligt, och mört när äpplet är som bäst moget. Trädet är svagväxande, men blir mycket gammalt. Ett träd i Danmark blev 200 år och hade en krona med 15 meters diameter.  Äpplet plockas i oktober och mognar i december och håller sig vid bra förvaring till februari. Har S-generna S2S7. Äpplet passar både som ätäpple såsom köksäpple. Danzigäpple pollineras av bland annat Berner Rosenäpple, Guldparmän, Jonathan och Transparente de Croncels. I Sverige odlas Danzigäpple gynnsammast i zon 1-3. Angrips ibland av fruktträdskräfta.